# École de Metz
Cet article possède un paronyme, voir Scola Metensis.
L'École de Metz est un mouvement artistique qui rassembla une trentaine d'artistes, entre 1830 et 1870, dans la région messine.

## Contexte historique
L'École de Metz, en tant que mouvement artistique, se forme autour de Laurent-Charles Maréchal, pastelliste et maître-verrier. Influencé par Eugène Delacroix, trouvant une inspiration dans les paysages romantiques, le passé médiéval du Pays messin, ouverte sur l'Allemagne et sensible à l'exotisme des figures orientalistes, l'École de Metz s'est exprimée dans la peinture, la gravure, le dessin, le pastel, le vitrail, et même la sculpture.
Les artistes principaux sont Maréchal, les Hussenot père et fils, Migette, Devilly. De manière plus ponctuelles participent notamment A. Rolland, A. Mennessier, Aimé de Lemud, Victor Masson ou Émile Knoepfler. Les sculpteurs Fratin et Pêtre, ou le graveur Jacott sont également associés à ce foyer artistique.
La guerre franco-prussienne de 1870 puis l'annexion de Metz cause la dislocation du mouvement, la plupart des artistes s'exilant, notamment à Bar-le-Duc et à Nancy. L'École de Nancy s'est d'ailleurs beaucoup nourrie de celle de Metz, ce qui l'a beaucoup aidée à acquérir l'importance qu'elle a pu connaître plus tard.[réf. nécessaire]

## Histoire d'une dénomination
Révélée par une exposition de l'Académie de Metz en 1834, c'est Baudelaire qui la qualifia ainsi au salon de 1845, elle a été reconnue à Paris, comme en Province.

## La formation des artistes
- Les peintres de cette école ont étudié à Metz, puis à Paris. L'Italie, la Belgique, et les Pays-Bas alimentent leurs voyages, tandis que  les peintures de Raphaël, Le Titien, Rembrandt ou encore Rubens en sont l'inspiration dominante.

## La représentation du Pays messin
L'histoire, l'architecture et le paysage sont largement invoqués dans les œuvres de l'École de Metz. Cette volonté de puiser dans la matière même du Pays messin qui les environne en constitue ainsi un facteur d'unité. Auguste Migette, en particulier, réalisera plus de deux-cents dessins de monuments de Metz et de sa région, se faisant le témoin de l'inventaire du patrimoine contemporain  de Mérimée. La forte empreinte gothique à Metz semble se conjuguer spontanément à l'engouement romantique général pour le Moyen Âge qu'elle renforce. Le passé historique et architectural de la cité peut alors être évoqué glorieusement.

## Filiation romantique
Delacroix et le Romantisme influencent fortement ces artistes.
Les voyages contribuent à former les artistes messins ; des figures de l'Afrique du Nord ainsi que des bohémiens de la région, émane une esthétique qui fait écho aux Grecs de l'Antiquité, comme dans Le Pâtre par Maréchal.

## Aspirations philosophiques
Au contact d'une bourgeoisie aisée et dans le contexte de l'expansion industrielle importante dans la région qui voit s'organiser une exposition internationale en 1861 à Metz, certains artistes de l'École de Metz assignent à leur production une visée philosophique et sociale.
S'engageant pour un socialisme chrétien, Maréchal ouvre un atelier du vitrail, s'associe avec Charles-François Champigneulle, et leur entreprise pourvoira aux destinées de plus de cent-soixante églises et environ douze-mille verrières.

## Galerie

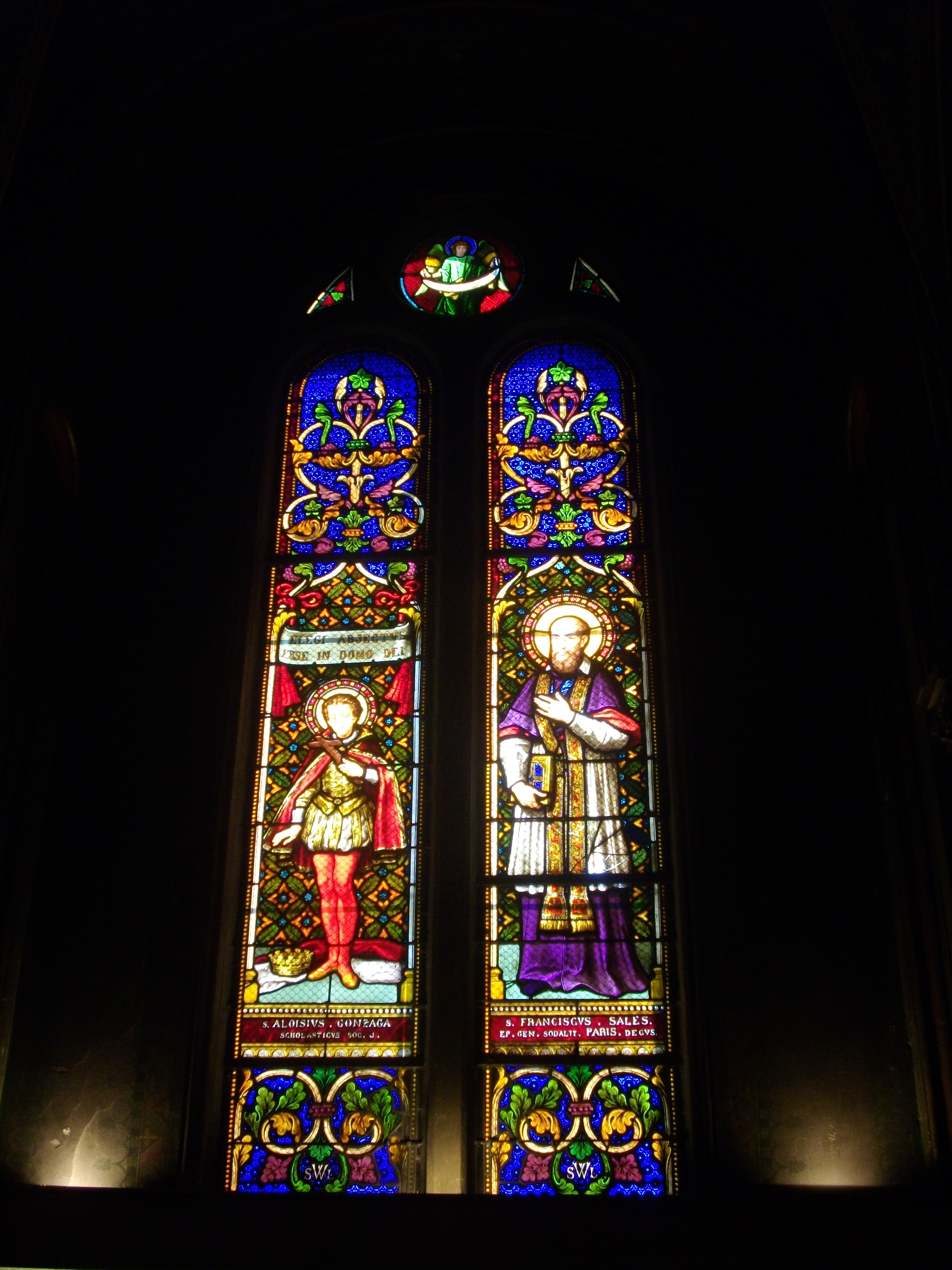
Vitrail de Laurent-Charles Maréchal à l'abbaye Saint-Clément de Metz.
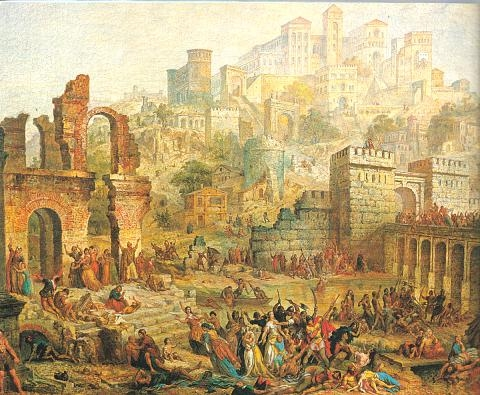
Massacre des Juifs de Metz par Auguste Migette.
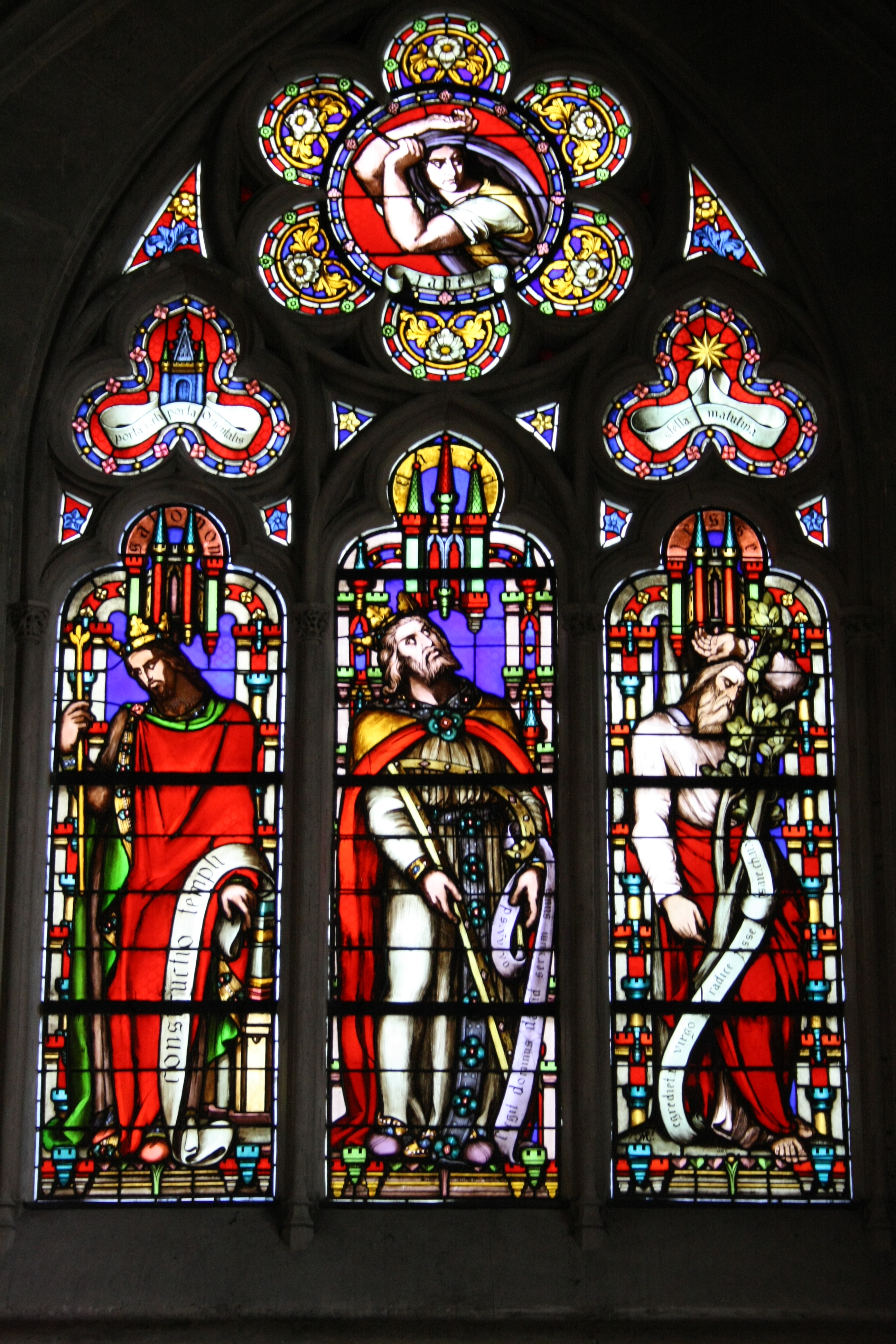
Vitrail de l'église Saint-Germain-l'Auxerrois de Paris, par Laurent-Charles Maréchal.
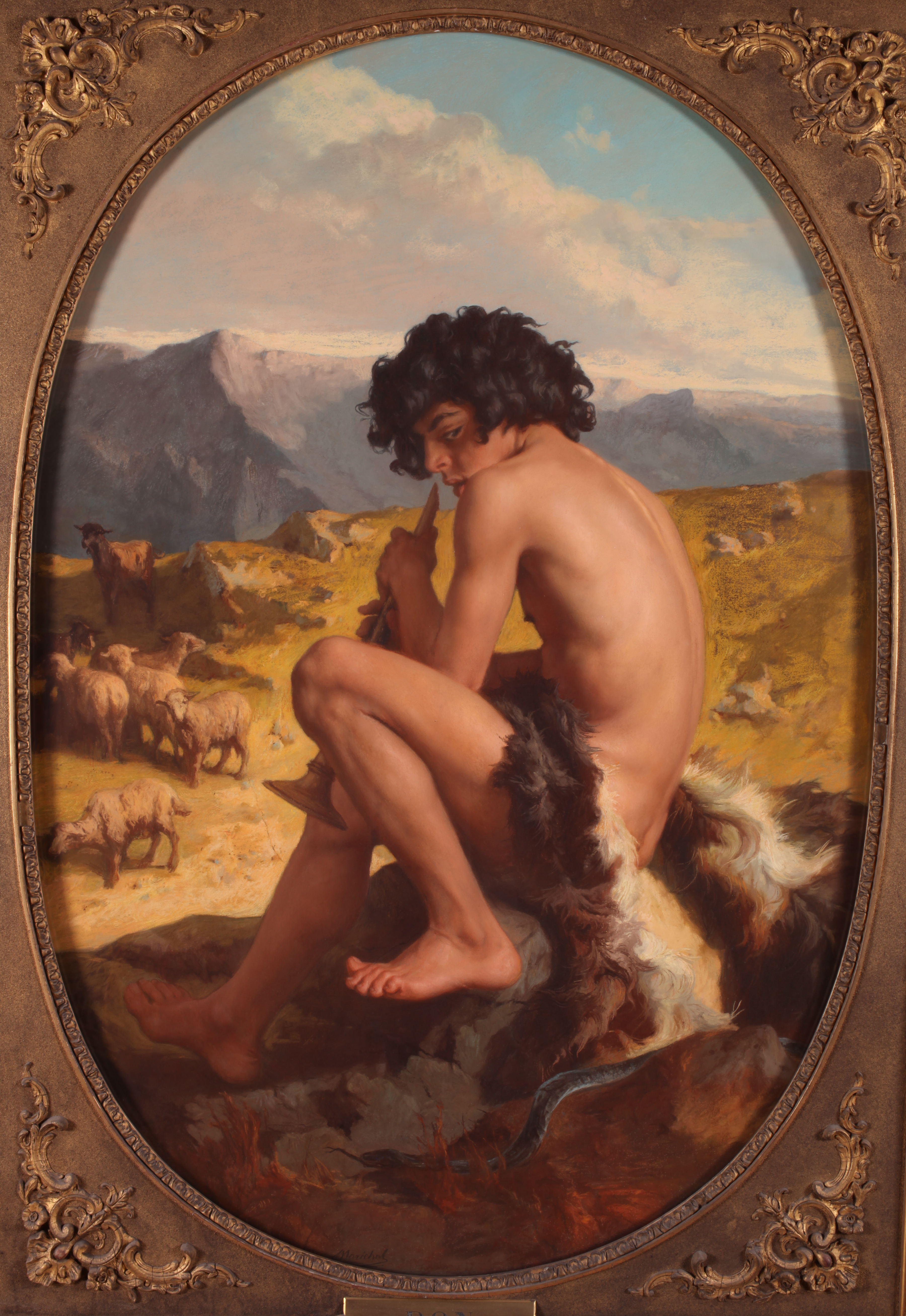
Laurent-Charles Maréchal est l’une des têtes de proue de l’école de Metz. Il est l’auteur de ce tableau : le Pâtre.